# Трансуранијумски елементи
Трансуранијумски елементи (познати и као трансурански елементи ) су хемијски елементи са атомским бројевима већим од 92, што је атомски број уранијума. Сви ови елементи су синтетички, нестабилни и распадају се радиоактивно на друге елементе.
Сви познати изотопи трансуранских елемената имају време полураспада много краће од старости Земље. Због тога су трансурански елементи практично одсутни у природи и добијају се вештачки уз помоћ различитих нуклеарних реакција. Први од трансуранских елемената, нептунијум Нп (редни број 93), добијен је 1940. бомбардовањем уранијума неутронима. Уследило је откриће Плутонијум (Пу, 94), Америцијум (Ам, 95), Киријум (Цм, 96), Берклијум (Бк, 97), Калифорнијум (Цф, 98), Ајнштајнијум (Ес, 99), Фермијум (Фм, 100), Мендељевијум(Мд, 101), Нобелијум (Не, 102) и Лоренс (Лр, 103). Добијени су трансактиноиди са серијским бројевима до 126: Нихонијум (Нх, 113), Флеровијум (Фл, 114), Московијум (Мц, 115), Ливерморијум (Лв, 116), Тенесин (Тс, 117), Оханесон (Ог, 118 ). ).
Хемијска својства лаких трансуранских актиноида, добијених у великим количинама, проучавана су мање-више у потпуности; тешки актиноиди (Мд, Но, Лр) и трансактиноиди су слабо проучавани због потешкоћа у њиховом добијању и њиховог кратког века трајања. Кристалографске студије, проучавање спектра апсорпције раствора соли, магнетна својства јона и друга својства показала су да су елементи до серијског броја 93-103 аналози лантанида .
Од свих трансуранских елемената, изотоп 239 Пу је нашао највећу примену као нуклеарно гориво .

## Преглед
Од елемената са атомским бројевима од 1 до 92, већина се може наћи у природи, који имају стабилне изотопе (као што је водоник) или веома дуговечне радиоизотопе (као што је уранијум), или постоје као уобичајени продукти распадања уранијума и торијума (као што је радон). Изузетак су елементи Tc 43, Pm 61, At 85 и Fr 87 ; сва четири се јављају у природи, али само у врло малим огранцима ланаца распада уранијума и торијума, и стога су сви осим елемента 87 први пут откривени синтезом у лабораторији, а не у природи (а чак је и елемент 87 откривен из пречишћених узорака његових родитеља, а не директно из природе).
Сви елементи са већим атомским бројем први пут су откривени у лабораторији, а нептунијум и плутонијум су касније откривени и у природи. Сви су они радиоактивни, са периодом полураспада много краћим од старости Земље, тако да су се сви примордијални атоми ових елемената, ако су икада били присутни у формирању Земље, одавно распали. Количине нептунија и плутонијума у траговима се формирају у неким стенама богатим уранијумом, а мале количине се производе током атмосферских тестова нуклеарног оружја. Ова два елемента настају хватањем неутрона у руди уранијума са накнадним бета распадима (нпр. 238 У + н → 239 У → 239 Нп → 239 Пу ).
Сви елементи тежи од плутонијума су у потпуности синтетички; настају у нуклеарним реакторима или акцелераторима честица. Полуживот ових елемената показује општи тренд смањења како се атомски бројеви повећавају. Међутим, постоје изузеци, укључујући неколико изотопа куријума и дубнијума. Сматра се да неки тежи елементи у овој серији, око атомских бројева 110–114, прекидају тренд и показују повећану нуклеарну стабилност, укључујући теоријско острво стабилности . 
Тешке трансуранске елементе је тешко и скупо произвести, а њихове цене брзо расту са атомским бројем. Од 2008. године, цена плутонијума за оружје је била око 4.000 долара по граму,  а калифорнијум је премашио 60.000.000 долара по граму.  Ајнштајнијум је најтежи елемент који је произведен у макроскопским количинама. 
Трансурански елементи који нису откривени, или су откривени, али још увек нису званично именовани, користе ИУПАЦ -ова систематска имена елемената . Именовање трансуранских елемената може бити извор контроверзи.

## Откривање и именовање трансуранијумских елемената
До сада су у суштини сви трансуранијумски елементи откривени у четири лабораторије: Национална лабораторија Лоренса Берклија у Сједињеним Државама (елементи 93–101, 106 и заједнички кредит за 103–105), Заједнички институт за нуклеарна истраживања у Русији (елементи 102 и 114–118, и заједнички кредит за 103–105), ГСИ Хелмхолц центар за истраживање тешких јона у Немачкој (елементи 107–112) и РИКЕН у Јапану (елемент 113).

## Супертешки елементи
Супертешки елементи (такође познати као супертешки атоми, обично скраћено СХЕ ) се обично односе на трансактинидне елементе који почињу са рутерфордијумом (атомски број 104). Направљени су само вештачки и тренутно не служе никаквој практичној сврси, јер њихов кратак полуживот доводи до њиховог распадања после веома кратког времена, у распону од неколико минута до само неколико милисекунди (осим дубнијума, који има полуживот од једног дана), што их такође чини изузетно тешким за проучавање.  
Сви супертешки атоми су створени у другој половине 20. века, и непрестано се стварају нови током 21. века како технологија напредује. Они настају бомбардовањем елемената у акцелератору честица. На пример, нуклеарна фузија калифорнијума -249 и угљеника -12 ствара рутерфордијум -261. Ови елементи се стварају у количинама на атомској скали и није пронађен ниједан метод стварања масе. 

## Апликације
Трансуранијумски елементи се могу користити за синтезу других супертешких елемената.  Елементи острва стабилности имају потенцијално важне војне примене, укључујући развој компактног нуклеарног оружја.  Потенцијалне свакодневне примене су огромне; елемент америцијум се користи у уређајима као што су детектори дима и спектрометри.  